# Przepuklina rozworu przełykowego

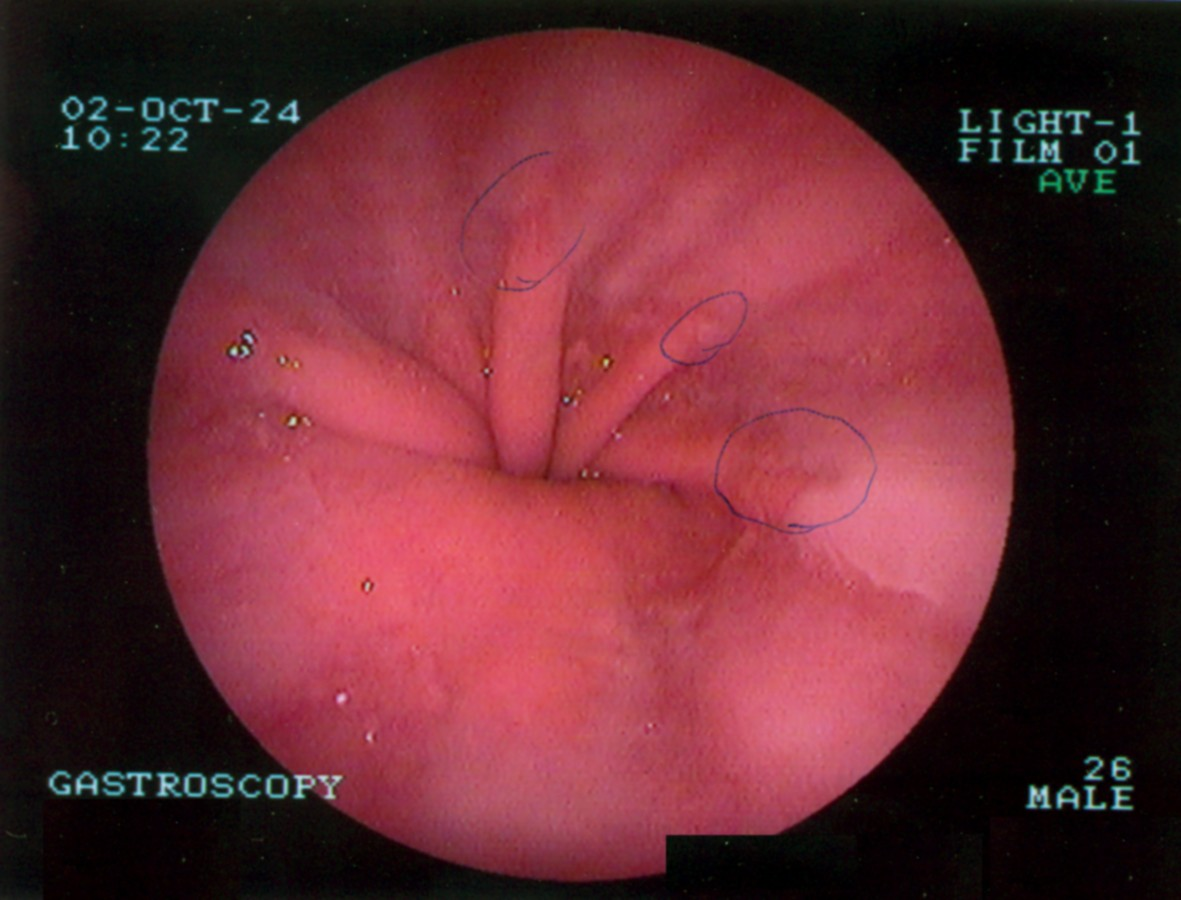
Endoskopia górnego odcinka układu pokarmowego uwidaczniająca przepuklinę rozworu przełykowego

Przepuklina rozworu przełykowego (łac. hernia hiatus esophagi) – schorzenie przewodu pokarmowego polegające na przemieszczeniu się części żołądka z jamy brzusznej do klatki piersiowej poprzez rozwór przełykowy przepony.
W warunkach prawidłowych przełyk w okolicy swojego dolnego zwieracza przechodzi przez przeponę oddzielającą zawartość klatki piersiowej od jamy brzusznej poprzez strukturę anatomiczną zwaną rozworem przełykowym. W pewnych sytuacjach – którym sprzyjają, między innymi, otyłość i wzmożone ciśnienie śródbrzuszne – może dochodzić do przemieszczania się części żołądka do klatki piersiowej. 

## Objawy i przebieg
Niewielka przepuklina może nie dawać objawów, inne powodują bóle w nadbrzuszu i dołku podsercowym, zgagę (refluks żołądkowo-przełykowy), uczucie odbijania i cofania się treści żołądkowej do przełyku, szczególnie po obfitych posiłkach i w sytuacjach powodujących wzrost ciśnienia wewnątrz jamy brzusznej. Charakterystyczne jest, że dolegliwości nasilają się w pozycji leżącej.
Do nietypowych objawów można zaliczyć chrypkę, szczególnie rano w efekcie drażnienia strun głosowych przez zarzucaną treść żołądkową. W skrajnych przypadkach może wystąpić suchy lub świszczący kaszel, przypominający objawy astmatyczne, wskutek zarzucania treści żołądkowej do drzewa oskrzelowego; czasem może dojść do podrażnienia nerwu błędnego i w efekcie skurczu oskrzeli. Występować również może duszność lub kołatanie serca.

## Podział
- przepuklina okołoprzełykowa
- przepuklina wślizgowa

## Rozpoznanie
- zdjęcie rentgenowskie przewodu pokarmowego z użyciem środka kontrastującego, w pozycji Trendelenburga
- panendoskopia

## Leczenie
W zaawansowanych przypadkach leczenie operacyjne:
- fundoplikacja Nissena
- fundoplikacja Hilla
- plastyka wpustu metodą Belseya (Mark IV)[1][2]

W innych przypadkach leczenie zachowawcze:
- leki zwalczające refluks żołądkowo-przełykowy
  - inhibitory pompy protonowej
  - antagonisty receptora H2
- leki prokinetyczne
- redukcja masy ciała
- zapobieganie wzrostowi ciśnienia śródbrzusznego